# 파냐노알토
파냐노알토(이탈리아어: Fagnano Alto)는 이탈리아 아브루초주 라퀼라도에 있는 코무네이다.